# Marc Plauci Silvà (cònsol 2 aC)
Marc Plauci Silvà (en llatí Marcus Plautius M. F. A. N. Silvanus) va ser un magistrat romà del segle i aC i el segle i. Formava part de la gens Plàucia, una gens romana d'origen plebeu.
Va ser cònsol l'any 2 aC. Després va servir amb distinció al costat de Tiberi quan encara no era emperador, a les guerres a Pannònia Dalmàcia i Il·líria i segons indica una inscripció va obtenir en premi els ornaments triomfals.